# Khídhira
Khídhira (Chidira) är en ort i Grekland.   Den ligger i prefekturen Nomós Lésvou och regionen Nordegeiska öarna, i den östra delen av landet, 240 km nordost om huvudstaden Aten. Khídhira ligger 305 meter över havet och antalet invånare är 472. Den ligger på ön Lesbos.
Terrängen runt Khídhira är kuperad, och sluttar västerut. Runt Khídhira är det ganska glesbefolkat, med 30 invånare per kvadratkilometer. Närmaste större samhälle är Kalloní, 16,1 km öster om Khídhira. Trakten runt Khídhira består till största delen av jordbruksmark.